# Im Kampf gegen den Weltfeind
Pour plus de détails, voir Fiche technique et Distribution.
Im Kampf gegen den Weltfeind, sous-titre Deutsche Freiwillige in Spanien (litt. Au combat contre l'ennemi mondial - Les volontaires allemands en Espagne) est un film allemand réalisé par Karl Ritter sorti en 1939.
Il s'agit d'un documentaire de propagande nazie sur le rôle de la légion Condor dans la guerre d'Espagne.

## Synopsis
Le film commence par la description des abominations bolcheviques. Les communistes sont confrontés aux francistes patriotes. On présente le rôle héroïque des volontaires allemands dans la guerre civile espagnole. Le film s'achève avec le retour des volontaires allemands dans leur pays d'origine, l'accueil des rapatriés par le Generalfeldmarschall Hermann Göring et les obsèques nationales à Berlin, au cours de laquelle les membres de la légion Condor reçoivent la croix d'Espagne.

## Fiche technique
- Titre : Im Kampf gegen den Weltfeind
- Réalisation : Karl Ritter
- Scénario : Werner Beumelburg
- Musique : Herbert Windt
- Photographie : Walter Hrich (de), Herbert Lander, Heinz Ritter, Eberhard von der Heyden
- Producteur : Berndt von Tyszka
- Société de production : UFA
- Société de distribution : UFA
- Pays d'origine :  Reich allemand
- Langue : allemand
- Format : Noir et blanc - 1,37:1 - Mono - 35 mm
- Genre : Propagande
- Durée : 94 minutes
- Dates de sortie :
  -  Reich allemand : 16 juin 1939.
  -  Royaume de Hongrie : 7 juillet 1939.

## Distribution
- Paul Hartmann : Narrateur
- Rolf Wernicke : Narrateur

## Histoire
Le conseil militaire est assuré par le major Leopold Fugger von Babenhausen (de) et le lieutenant Phillips. La première allemande a lieu le 16 juin 1939 à l'Ufa-Palast am Zoo à Berlin.
À la clôture du Pacte germano-soviétique, en août 1939, le film ne correspond pas au programme politique et est retiré à la fin du mois d'août 1939. À propos du film documentaire inachevé Legion Condor (de), Joseph Goebbels écrit dans son journal : « […] On n'en a pas besoin immédiatement à cause de la forte tendance anti-bolchéviste. » Il en est de même pour le film Im Kampf gegen den Weltfeind.
Après la fin de la Seconde Guerre mondiale, le film est classé comme Vorbehaltsfilm en raison de la propagande de guerre qu'il contient. Sa diffusion n'est plus libre, mais soumise à des conditions d'exploitation revendiquée par la fondation Friedrich Wilhelm Murnau.